# Trachodon

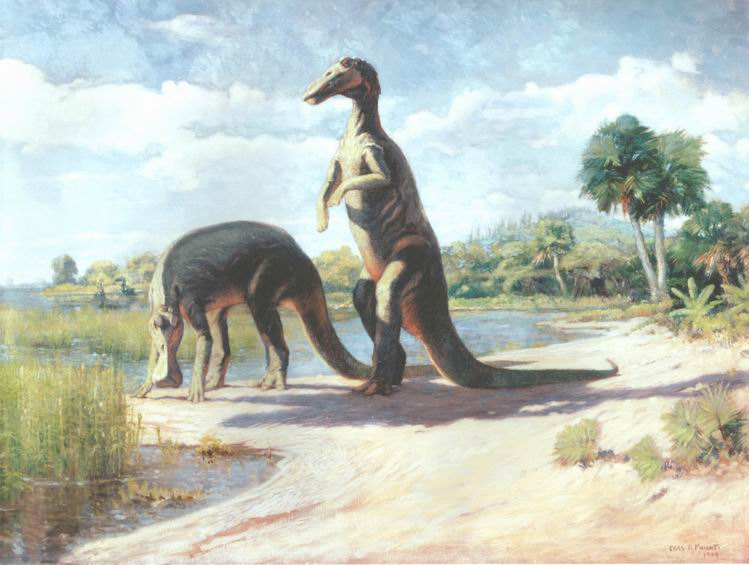
Trachodon volgens C. Knight in 1899.

Trachodon is een geslacht van plantenetende ornithischische dinosauriërs, behorend tot de groep van de Cerapoda, dat tijdens het late Krijt leefde in het gebied van het huidige Noord-Amerika. Het is naar huidige inzichten geen geldig geslacht omdat het gebaseerd is op botten van minstens twee verschillende dieren. De naam wordt in wetenschappelijke publicaties alleen in historische zin gebruikt maar komt nog wel in populair-wetenschappelijke boeken voor alsof het om een echte dinosauriër zou gaan.

## Vondst en naamgeving

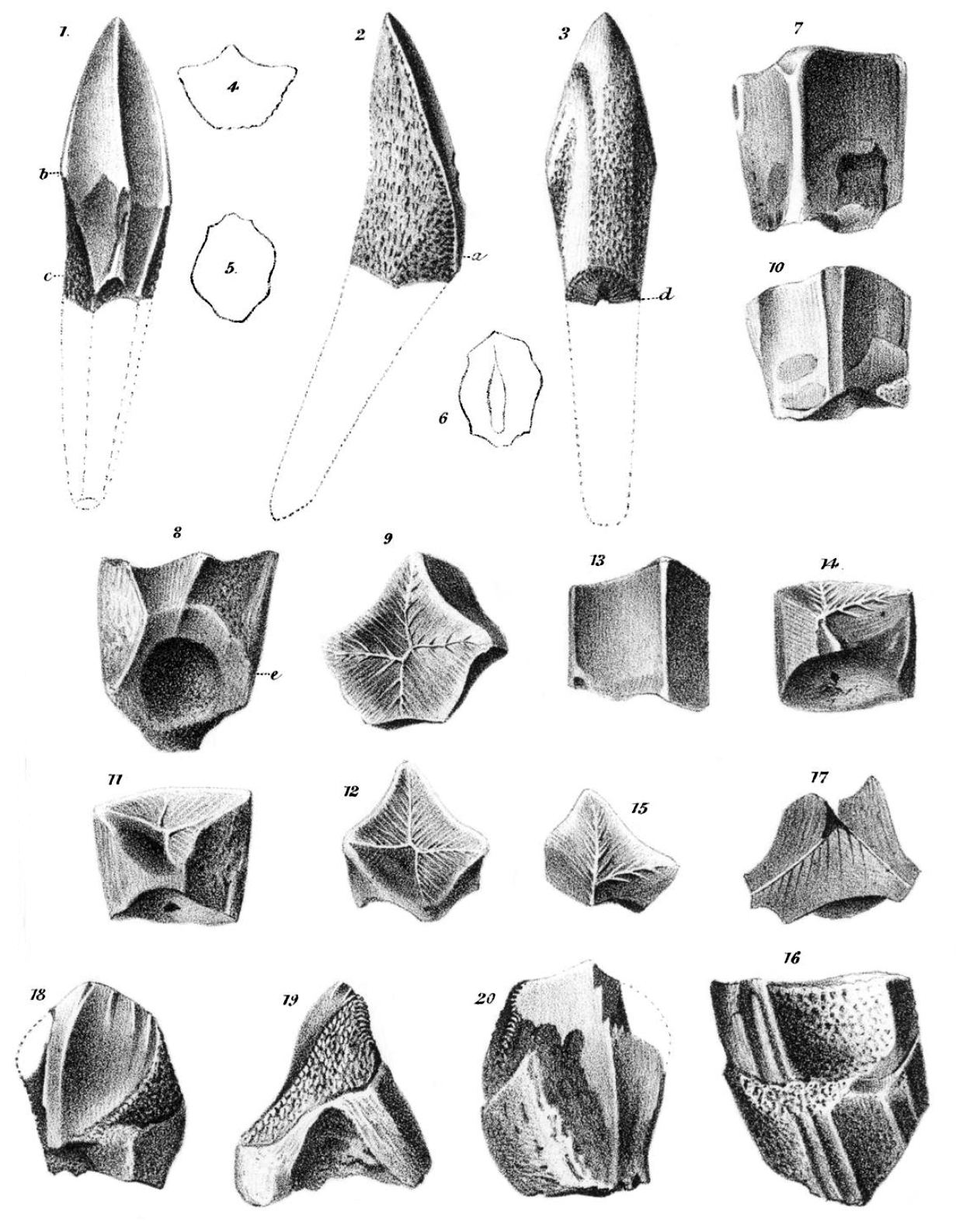
De tanden van het holotype met onderaan de tweewortelige ceratopide tand

In 1855 zond verzamelaar Ferdinand Vandiveer Hayden een aantal fossielen naar paleontoloog Joseph Leidy. Daaronder bevond zich een aantal tanden van dinosauriërs, gevonden in Montana. In 1856 benoemde Leidy de tanden als de typesoort Trachodon mirabilis. De geslachtsnaam is afgeleid van het Klassiek Griekse trachys, "ruw", en odoon, "tand", een verwijzing naar het feit dat een van de tanden — waarvan we nu weten dat het een niet-uitgekomen vervangingstand moet zijn geweest — nog geen gladde slijtvlakken had maar een korrelig oppervlak. De soortaanduiding betekent "wonderlijk" in het Latijn.
Het holotype, ANSP 9260, bestond uit een partij van zeven tanden, gevonden in lagen van de Judith River Formation die dateren uit het Campanien. Die waren niet direct naast elkaar gevonden. Eén tand had een dubbele wortel. Al snel besefte Leidy dat de andere tanden wel erg leken op die van de twee jaar later benoemde Hadrosaurus en hij kwam tot de conclusie dat ze van dat geslacht afkomstig waren. Hij overwoog de naam Trachodon te reserveren voor de afwijkende tand.
Met onze huidige kennis is het duidelijk dat de tand met de dubbele wortel afkomstig was van een of ander lid van de Ceratopidae, terwijl de overige toebehoren aan onbepaalde Hadrosauridae. Het typespecimen is dus een chimaera. Omdat er, ondanks de plannen van Leidy, in feite nooit een lectotype uit de partij gekozen is, maakt dat alleen al de naam Trachodon tot een nomen dubium. Op het eind van de negentiende eeuw echter begonnen verschillende auteurs de naam als een verzamelbegrip voor alle Hadrosauridae te gebruiken, wat tot een groot aantal nieuwe soorten binnen het geslacht leidde.
Om te beginnen waren er soorten die nieuw binnen het geslacht werden benoemd. Dit betreft: Trachodon atavus Cope, 1871, tegenwoordig gezien als een exemplaar van Edmontosaurus regalis, Trachodon cantabrigiensis Lydekker, 1888, gebaseerd op een stuk onderkaak uit Engeland, BMNH R.496, tegenwoordig gezien als een nomen dubium, Trachodon longiceps Marsh, 1897, gebaseerd op een stuk onderkaak, YPM 616, tegenwoordig gezien als een exemplaar van Anatotitan, Trachodon (Pteropelyx) marginatus Lambe, 1902 en Trachodon (Pteropelyx) selwyni Lambe, 1902, beide gebaseerd op fragmentarisch materiaal dat ten dele toebehoort aan Lambeosaurus, en Trachodon amurense Riabinin, 1925 (later geëmendeerd tot T. amurensis) gebaseerd op materiaal gevonden bij de Amoer en hernoemd tot Mandschurosaurus. Lambe zag Pteropelyx Cope, 1889 als een ondergeslacht van Trachodon.
Daarnaast zijn vele bestaande soorten hernoemd tot Trachodon, vooral door John Bell Hatcher: Thespesius occidentalis Leidy, 1856 werd Trachodon occidentalis; Hadrosaurus foulkii Leidy, 1858 werd Trachodon foulkii; Claosaurus agilis Marsh, 1872 werd Trachodon agilis; Hadrosaurus cavatus Cope, 1871 werd Trachodon cavatus; Cionodon arctatus Cope, 1874 werd Trachodon arctatus; Cionodon stenopsis Cope, 1875 werd Trachodon stenopsis; Diclonius pentagonus Cope, 1876 werd Trachodon pentagonus; Diclonius perangulatus Cope, 1876 werd Trachodon perangulatus; Diclonius calamarius Cope, 1876 werd Trachodon calamarius; Hadrosaurus breviceps Marsh, 1889 werd Trachodon breviceps; Pteropleyx grallipes Cope, 1890 werd Trachodon grallipes; Claosaurus annectens Marsh, 1892 werd Trachodon annectens; Thespesius edmontonensis Gilmore, 1924 werd Trachodon edmontonensis (=Trachodon edmontoni); Thespesius saskatchewanensis Sternberg, 1926 werd Trachodon saskatchewanensis; Cionodon kysylkumensis Riabibinin, 1931 werd Trachodon kysylkumensis; Sanpasaurus imperfectus Young, 1944 werd Trachodon imperfectus.
Geen van deze soorten kan dus als geldig beschouwd worden.
Omgekeerd werd Trachodon mirabilis zelf ook bij een ander geslacht ondergebracht: zo sprak Edward Drinker Cope, die meende dat Leidy zelf de naam Trachodon geheel afwees, van Diclonius mirabilis. Cope vergrootte de verwarring nog aanzienlijk doordat hij aan de typesoort van Trachodon verschillende fossielen toewees die er in feite niets mee te maken hadden.

## Fylogenie
Trachodon werd in 1856 oorspronkelijk door Leidy toegewezen aan de Lacertilia; hij meende niet zozeer dat het om een hagedis ging maar hij vermoedde een verwantschap met Iguanodon en in meer ouderwetse indelingen werd ook die vorm bij die groep ondergebracht. Naar een moderner terminologie overgaand maakte hij daar in 1860 de Sauria van, toen een verzamelbegrip voor uitgestorven sauriërs. Cope plaatste het in 1877 in een dinosauriërgroep: de Orthopoda. Richard Lydekker gaf het geslacht in 1888 een eigen Trachodontidae en dat zou lang een gebruikelijke indeling blijven. In de jaren dertig echter begon men de dubieuze status van het taxon in te zien. De term Trachodontidae werd vervangen door Hadrosauridae. George Sternberg stelde in 1936 vast dat de eigenlijke tanden van het holotype, afgezien van de ceratopide tand, vermoedelijk afkomstig waren van soorten uit de nauwere Lambeosaurinae. Hoewel nu beschouwd als een nomen dubium zou Trachodon tot het eind van de twintigste eeuw nog vaak afgebeeld worden in populair-wetenschappelijke boeken waarbij men afging op een schilderij van Charles Knight, "The Spoonbilled Dinosaurs" uit 1899. Die had zich indertijd, op aanwijzing van Cope, echter gebaseerd op het uiterlijk van wat nu Anatotitan heet, een soort die geen lambeosaurine is en een veel bredere bek heeft. De illustraties geven dus een geheel fout beeld van de dieren.